# خليج سلرنو

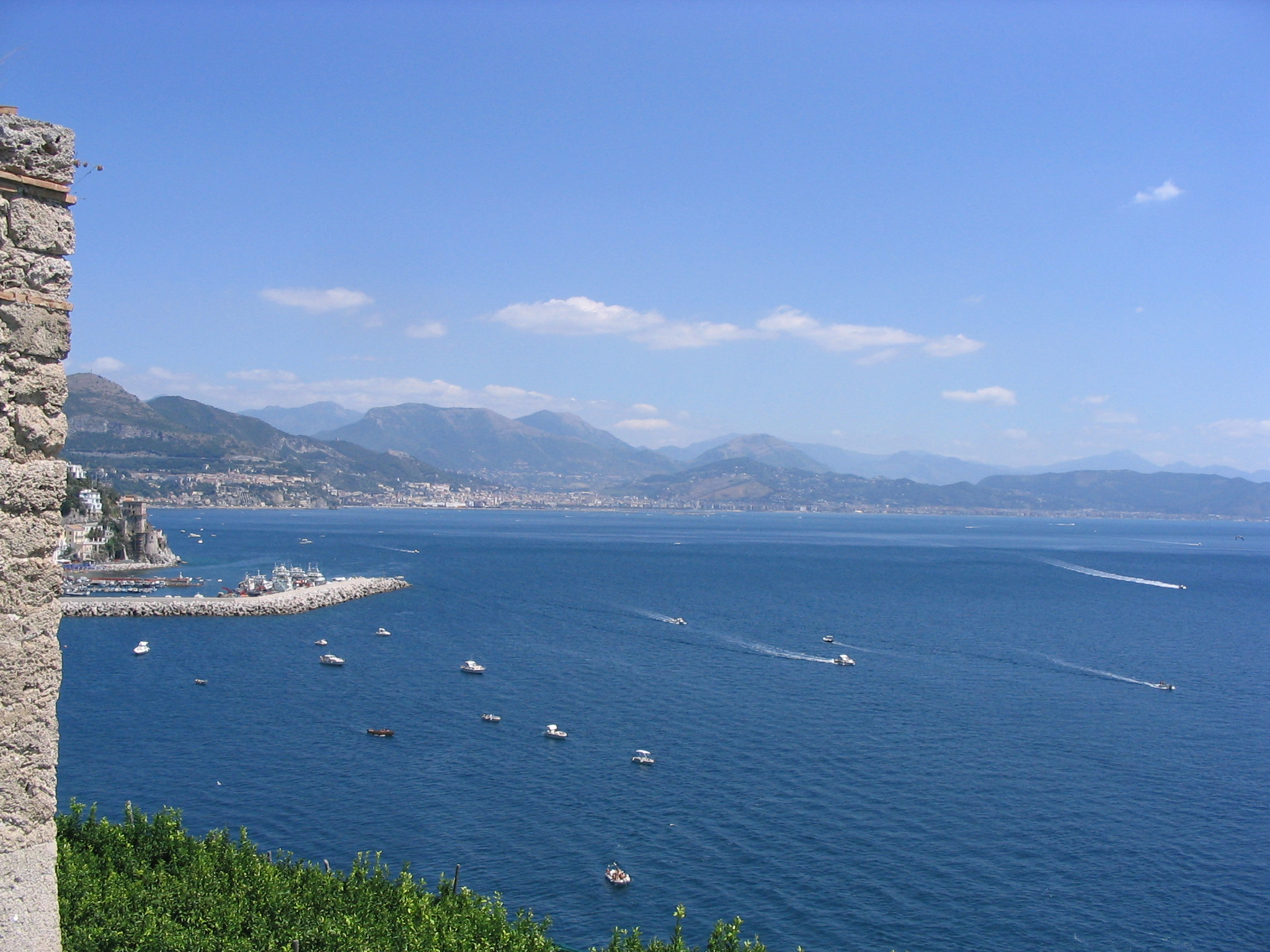
منظر من خليج سلرنو

خليج سلرنو أو خليج ساليرنو (بالإيطالية: Golfo di Salerno، بالإنكليزية: Gulf of Salerno) هو خليج يقع في البحر التيراني في ساحل مقاطعة سلرنو في جنوب غرب إيطاليا.

## الوصف
الجزء الشمالي من هذا الساحل هو منطقة سياحية كبرى تسمى كوستيرا أملافيتانا، تشمل هذه المنطقة السياحية مدن مثل أمالفي، مايوري، بوسيتانو ومدينة سلرنو نفسها. سُمي الخليج باسم المدينة التي تطل عليه وهي مدينة سلرنو. يتم الفصل بين خليج سلرنو وخليج نابُل الواقع في الشمال عن طريق شبه جزيرة سورينتين، في حين من الجنوب تحدها ساحل سيلينتو.